# Played-A-Live (The Bongo Song)
Played-A-Live (The Bongo Song) (englisch etwa für „Live gespielt (Der Bongo-Song)“) ist ein Lied der dänischen Perkussion-Band Safri Duo. Der Song ist die erste Singleauskopplung ihres ersten Mainstream-Studioalbums Episode II und wurde am 1. Dezember 2000 veröffentlicht. Mit dem Track erreichte das Duo erstmals die Charts und hatte europaweit Erfolg.

## Produktion und Inhalt
Played-A-Live (The Bongo Song) ist ein reines Instrumentalstück und wurde von den Mitgliedern des Safri Duos, Morten Friis und Uffe Savery, in Zusammenarbeit mit dem dänischen Musikproduzenten Jerry Duplessis produziert. Alle drei fungierten ebenfalls als Autoren des Liedes. Die Musik des Songs ist geprägt von Trommelschlägen, die von Klängen aus der Elektronischen Tanzmusik, wie Synthesizern (SuperSaw-Ton) und Basslinien, unterstützt werden.

## Musikvideo
Das Musikvideo zu Played-A-Live (The Bongo Song) zeigt eine Gruppe Schüler im Chemieunterricht. Sie stehen in weißen Kitteln im Labor und pipettieren eine blaue Flüssigkeit, die sie unter dem Mikroskop betrachten. Dabei sehen sie in der Flüssigkeit das Safri Duo, das den Song in einem halbdunklen Raum auf seinen Perkussions spielt. Nachdem immer mehr Schüler die Flüssigkeit betrachten, schaut auch der Lehrer durch das Mikroskop. Dieser beginnt daraufhin sich wild-zuckend zu bewegen und rennt schließlich aus dem Labor. Das Video verzeichnet auf YouTube über 99 Millionen Aufrufe (Stand Oktober 2023).

## Single

### Covergestaltung
Das Singlecover zeigt Morten Friis und Uffe Savery, die beiden Mitglieder des Safri Duos, an ihren Trommeln. Sie befinden sich in dem halbdunklen Raum aus dem Musikvideo und haben ihre Blicke nach oben gerichtet. Im Hintergrund ist Scheinwerferlicht zu sehen. Im oberen Teil des Bildes befinden sich die weißen Schriftzüge Safri Duo und Played-A-Live (The Bongo Song).

### Titelliste
Single
1. Played-A-Live (The Bongo Song) (Radio Cut) – 3:18
2. Played-A-Live (The Bongo Song) (Original Club Version) – 8:36

Maxi
1. Played-A-Live (The Bongo Song) (Radio Cut) – 3:18
2. Played-A-Live (The Bongo Song) (Original Club Version) – 8:36
3. Played-A-Live (The Bongo Song) (DJ Tandu Mix) – 7:41
4. Played-A-Live (The Bongo Song) (Spanish Fly Remix) – 9:33
5. Played-A-Live (The Bongo Song) (Nick Sentience Mix) – 7:40
6. Played-A-Live (The Bongo Song) (Serious Mix) – 7:57
7. Played-A-Live (The Bongo Song) (Music Video) – 3:11

### Chartplatzierungen
Played-A-Live (The Bongo Song) stieg am 19. März 2001 auf Platz 16 in die deutschen Singlecharts ein und erreichte zehn Wochen später mit Rang zwei die beste Platzierung. Insgesamt hielt sich der Song mit Unterbrechungen 48 Wochen lang in den Top 100, davon 17 Wochen in den Top 10. Die Single belegte elf Wochen lang Platz eins in Dänemark und erreichte auch in der Schweiz die Chartspitze. Zudem erreichte das Lied die Top 10 unter anderem in Belgien, den Niederlanden, Spanien, Norwegen, Finnland, im Vereinigten Königreich, in Österreich und Schweden. In den deutschen Single-Jahrescharts 2001 belegte Played-A-Live (The Bongo Song) Position drei.
| ChartsChartplatzierungen     | Höchstplatzierung | Wochen |
| ---------------------------- | ----------------- | ------ |
| Dänemark (IFPI/Nielsen)      | 1 (21 Wo.)        | 21     |
| Deutschland (GfK)            | 2 (48 Wo.)        | 48     |
| Österreich (Ö3)              | 7 (30 Wo.)        | 30     |
| Schweiz (IFPI)               | 1 (42 Wo.)        | 42     |
| Vereinigtes Königreich (OCC) | 6 (9 Wo.)         | 9      |

| ChartsJahrescharts (2001) | Platzierung |
| ------------------------- | ----------- |
| Dänemark (IFPI/Nielsen)   | 2           |
| Deutschland (GfK)         | 3           |
| Österreich (Ö3)           | 34          |
| Schweiz (IFPI)            | 2           |

### Auszeichnungen für Musikverkäufe
Played-A-Live (The Bongo Song) wurde im Jahr 2001 für mehr als 500.000 Verkäufe in Deutschland mit einer Platin-Schallplatte ausgezeichnet sowie 2025 für über 900.000 verkaufte Exemplare mit Dreifach-Gold. Im Vereinigten Königreich bekam das Lied 2025 für mehr als 400.000 verkaufte Einheiten eine Goldene Schallplatte. Die weltweiten Verkäufe belaufen sich auf über 1,5 Millionen.
| Land/Region                  | Auszeichnungen für Musikverkäufe (Land/Region, Auszeichnung, Verkäufe) | Verkäufe  |
| ---------------------------- | ---------------------------------------------------------------------- | --------- |
| Belgien (BRMA)               | Platin                                                                 | 50.000    |
| Dänemark (IFPI)              | 3× Platin (2001) · + Platin (2022)                                     | 150.000   |
| Deutschland (BVMI)           | 3× Gold                                                                | 900.000   |
| Norwegen (IFPI)              | Gold                                                                   | 10.000    |
| Schweden (IFPI)              | Gold                                                                   | 15.000    |
| Schweiz (IFPI)               | Platin                                                                 | 40.000    |
| Spanien (Promusicae)         | Gold                                                                   | 30.000    |
| Vereinigtes Königreich (BPI) | Gold                                                                   | 400.000   |
| Insgesamt                    | 5× Gold · 7× Platin ·                                                  | 1.595.000 |

Bei der Echoverleihung 2002 wurde Played-A-Live (The Bongo Song) in der Kategorie Dance Single des Jahres international ausgezeichnet und erhielt bei den Danish Music Awards 2001 die Auszeichnung als Danish Club Hit of the Year. Zudem wurde das Safri Duo bei den deutschen Dance Music Awards im Dezember 2000 als Erfolgreichster internationaler Single Act ausgezeichnet.